# 세병제
세병제(世兵制)는 징병제와 유사하게 국민 개개인의 의사에 관계 없이 모두 강제로 군복무를 시키는 제도이다.

## 징병제와의 차이
징병제는 일정 기간으로 군복무를 종료시키는 반면, 세병제는 병역의 의무기간이 무제한으로, 본인뿐만 아니라 자손에게도 그 병역이 이어진다. 즉, 부모가 병사가 되면 그 의무를 평생 지게 되고, 그 병사의 자녀도 역시 17세가 되는 시점부터 병역의 의무를 시작하여 죽을 때까지 병역의 의무를 짊어진다. 또한 그 병역의 의무를 또 그들의 자녀, 손자 및 대대로 넘겨주게 된다. 또한, 세병제는 아예 '병사'라는 일종의 카스트와 같은 제도라는 전제조건 하에 이루어진다.

## 역사
삼국 시대의 위나라에서 이 제도를 채택했다고 한다. 이 외에도 중국역사상 이 제도를 시행한 흔적이 보이며 몽골의 경우 칭기스칸이 이 제도를 실시하였다고 한다. 또한 제정 러시아 시절에도 농민 중 무작위로 차출하여 평생토록 병역을 지게 한 적도 있다. 하지만 이 제도는 16세기 이후에는 거의 실시되지 않고 있으며 오늘날에는 민주주의의 도입으로 인하여 완전히 근절되었다.
삼국시대의 경우 마을을 민호(民戶)와 병호(兵戶)로 구분하였으며 세병제는 병호에 사는 주민들을 대상으로 실시되었다. 민호는 국가에 군량과 세금을 납부할 의무가 있었으며 병호는 군량과 세금을 납부하지 않는 대신 군대에 징발되어 평생 군복무를 했다. 그에 대한 보상으로 병호에게는 일정량의 땅을 하사했으며 이 땅은 병호에 속한 부녀자들이 농사를 지었다. 문제는 삼국시대 당시 전쟁이 끊이지 않은 데다가 전쟁에서 승리하면 그 공에 대한 보상은 모두 장수에게만 지급되었기 때문에 사람들은 서로 병호에 편입되지 않으려고 했으며 이 때문에 민호에서 딸을 낳으면 병호로 시집보내지 않으려고 발악했다. 그 결과 병호에서 민호로 침입하여 부녀자들을 납치한 후 강제로 결혼하는 일이 빈번했다. 병호 출신 사병 중에서 유일하게 직접 포상을 받은 인물이 황조를 사살하고 손권에게 직접 포상을 받은 풍칙이다. 그 이유는 오나라의 입장에서 손견은 거의 신과 다름없는 존재라 할 수 있는데 그런 손견을 암살한 인물이 황조였기 때문이다.

## 장단점

### 장점
- 군 구조가 전문화되고 유사시 많은 병력을 동원할 수 있다.

### 단점
- 군복무에 대한 염증이 극대화된다.
- 군대에 대한 중앙집권이 어려워진다.
- 산업이 마비될 수 있다.
- 세병제는 아예 '병사'라는 일종의 계급을 만들어야 하므로 평등민주주의 사상에 어긋난다.